# Huperzia leishanensis
Huperzia leishanensis là một loài thực vật có mạch trong Họ Thạch tùng. Loài này được X.Y. Wang mô tả khoa học đầu tiên năm 1994.